# Johann Karl Christoph von Seckendorff
Johann Karl Christoph von Seckendorff (* 5. April 1747 in Ansbach; † 20. Januar 1814 in Stuttgart) war ein hoher württembergischer Beamter, zuletzt Staatsminister, der 1810 in den württembergischen Grafenstand erhoben wurde.
Seine Eltern waren der brandenburg-ansbachische Minister Christoph Ludwig von Seckendorff-Aberdar (1709–1781) und dessen Ehefrau Charlotte Wilhelmine von Diepenbroick-Gronsfeld (1716/18–1799).

## Leben
Nach einer kurzen Zeit in markgräflich-ansbachischen Diensten (seit 1764/65) wurde Seckendorff 1768 württembergischer Regierungsrat und Kammerjunker. 1771 wurde er Kammerherr, im darauffolgenden Jahr Direktorialgesandter Württembergs beim Schwäbischen Kreis, 1792 Geheimer Rat, 1797 Ritter des Herzoglich-Württembergischen Ritterordens. Von 1803 bis 1806 war er Comitialgesandter an der Reichsversammlung in Regensburg.

## Werke
- Vorlegung der Rechte und Ansprüche des Schwäbischen Reichs-Kreises auf seinen ursprünglichen Kreis-Mitstand die Reichsstadt Donauwörth. Ulm, bei Christian Ulrich Wagner, 1779. (online)
- Beantwortung des Churpfälzischen und Herzogl. Bayerischen Pro Memoria dd. 3. Nov. 1780 die Reichsstadt Donauwörth betr. Von Seiten des Löbl. Schwäbischen Kreises. Stuttgart, bei Christoph Friedrich Cotta, 1781. (online)
- Hochwürdige, Hoch- und Hochwohl- auch Wohlgebohrne, des heiligen Römischen Reichs Churfürsten, Fürsten und Stände zur allgemeinen Reichsversammlung verordnete ... Gesandte ... Seine Churfürstliche Durchlaucht von Württemberg haben für nötig befunden, der ... Eingabe des Herrn Fürsten von Zeil-Truchseß-Waldburg ... anliegende kurze Darlegung ... entgegen zu stellen ... Regensburg, den 14ten März 1804. [S.l.], [1804] (Nachweis im Katalog der Bayerischen Staatsbibliothek)

Diese und weitere Staatsschriften Seckendorffs aufgeführt bei Johann Jacob Gradmann: Das gelehrte Schwaben oder Lexicon der jetzt lebenden schwäbischen Schriftsteller. Ravensburg, im Verlag beim Verfasser, 1802, S. 611–612.